# Пак Кён Ду
Пак Кён Ду (кор. 박경두, род. 3 августа 1984, Сеул) — южнокорейский фехтовальщик на шпагах, чемпион Азии и Азиатских игр, призёр чемпионатов мира.
Родился в 1984 году в Сеуле. В 2009 году завоевал две золотых медали чемпионата Азии. В 2010 году стал чемпионом Азии и Азиатских игр. В 2011 году вновь стал чемпионом Азии и завоевал бронзовую медаль чемпионата мира. В 2012 году опять стал чемпионом Азии, но на Олимпийских играх в Лондоне наград не добился. В 2014 году стал чемпионом Азии, двукратным серебряным призёром чемпионата мира и обладателем золотой и серебряной медалей Азиатских игр. В 2015 году завоевал серебряную медаль в командной шпаге на чемпионате мира.